# Armand Masé
Frederik Armand Masé (Paramaribo, 15 december 1944 – Nieuw-Nickerie, 9 september 2016) was een Surinaams beeldend kunstenaar, musicus en dichter.

## Biografie
Armand Masé was woonachtig in Wageningen in het district Nickerie. Hij maakte beeldhouwwerken die hun plaats vonden in kantoren, bedrijven en bankinstellingen. Er kwam ook werk van hem in het buitenland terecht. Hij ontwikkelde een eigen stijl. Naast beeldend kunstenaar was hij zanger en schreef hij liedjes en poëzie.
Begin jaren 1970 hielp hij de beeldhouwer George Barron bij het maken van het standbeeld van Alida dat in Wageningen staat. Hij maakte meerdere monumenten die in de openbare ruimte van zijn woonplaats staan. Het beeldhouwwerk in de vorm van een rijstkorrel dat op een driesprong stond was gemaakt van koper. Het werd door dieven ontmanteld om het metaal te gelde te maken. Ook maakte hij het monument van de eenheid van de vakbond dat voor het gebouw van de vakbond staat.
In Wageningen had hij rond 2010 de leiding over een galerie in het gebouw van de Stichting Productieve Werk Eenheden (SPWE). Hier presenteerden en verkochten handwerkslieden hun crafts.
Masé werd in november 1999 onderscheiden met een eremedaille in goud van de Ereorde van de Palm. In 2013 kreeg hij een onderscheiding voor zijn bijdrage in de kunst en cultuur op het districtscongres in zijn woonplaats.
Armand Masé voelde zich op 8 september 2016 onwel en werd opgenomen in het Drs. Lachmipersad Mungra Streekziekenhuis in Nieuw-Nickerie. De dag erna overleed hij daar. Hij is 71 jaar oud geworden en liet een vrouw en zeven kinderen na. Zijn zoon Milton Masé is eveneens kunstenaar.

## Exposities
Masé had een atelier in Wageningen dat voor inwoners en toeristen te bezoeken was. In de zomer van 2007 hield de Readytex Art Gallery in Paramaribo een expositie van houten sculpturen van hem, met de titel Spiritualiteit, Seksualiteit en Passie.
Op 16 september 2016 werd postuum een expositie gehouden van zijn laatste kunstwerken, in combinatie met een singi neti met culturele optredens van verschillende groepen. Die avond werd ook bezocht door een delegatie van het directoraat Cultuur.